# Campeonato Europeo de Bádminton de 1984
El IX Campeonato Europeo de Bádminton se celebró en Preston (Reino Unido) del 8 al 14 de abril de 1984 bajo la organización de la Unión Europea de Bádminton (EBU) y la Organización Bádminton de Inglaterra.

## Medallistas
| Evento               | Oro                                    | Plata                                       | Bronce                                                                                 |
| -------------------- | -------------------------------------- | ------------------------------------------- | -------------------------------------------------------------------------------------- |
| Individual masculino | Morten Frost Dinamarca                 | Jens Peter Nierhoff Dinamarca               | Stephen Baddeley · Inglaterra Göran Karlsson · Suecia                                  |
| Dobles masculino     | Martin Dew Michael Tredgett Inglaterra | Morten Frost Jens Peter Nierhoff Dinamarca  | Billy Gilliland · Dan Travers · Escocia Lars Wengberg · Ulf Johansson · Suecia         |
| Individual femenino  | Helen Troke Inglaterra                 | Sally Podger Inglaterra                     | Karen Beckman Inglaterra Kirsten Larsen Dinamarca                                      |
| Dobles femenino      | Karen Chapman Gillian Clark Inglaterra | Karen Beckman Gillian Gilks Inglaterra      | Dorte Kjær · Kirsten Larsen · Dinamarca Maria Bengtsson · Christine Magnusson · Suecia |
| Dobles mixto         | Martin Dew Gillian Gilks Inglaterra    | Thomas Kihlström · Maria Bengtsson · Suecia | Nigel Tier Gillian Clark Inglaterra Michael Tredgett Karen Chapman Inglaterra          |

## Medallero
| Núm. | País       | Oro | Plata | Bronce | Total |
| ---- | ---------- | --- | ----- | ------ | ----- |
| 1    | Inglaterra | 4   | 2     | 4      | 10    |
| 2    | Dinamarca  | 1   | 2     | 2      | 5     |
| 3    | Suecia     | 0   | 1     | 3      | 4     |
| 4    | Escocia    | 0   | 0     | 1      | 1     |
|      | TOTAL      | 5   | 5     | 10     | 20    |